# Olga Šilhánová
Olga Šilhánová, née le 21 décembre 1920 à Vysoké nad Jizerou (Tchécoslovaquie) et morte le 27 août 1986 à Prague (République tchèque), est une gymnaste artistique tchécoslovaque. 

## Biographie
Aux Jeux olympiques de 1948 à Londres, elle remporte la médaille d'or en concours général par équipes.